# Tathorhynchus fallax
Tathorhynchus fallax là một loài bướm đêm trong họ Erebidae.